# Funky time
funky time（ファンキー・タイム）は、アイ・カフェ株式会社が運営する漫画・インターネットカフェ（複合カフェ）チェーン。
かつては徳島県に本社を置く株式会社セイアが運営を行っていたが、2014年（平成26年）4月1日に会社分割により株式会社カジ・コーポレーションが事業承継。
その後、2022年8月にカジ・コーポレーション内のアイ・カフェ営業本部を会社分割、アイ・カフェ株式会社を設立しその配下にある。

## 概要
かつては四国全域と九州に展開していた。2022年現在、直営店舗が最も多いのは高知県で、次いで香川県となっている。外に、愛媛県と長崎県にフランチャイズ店舗を有している。
2001年（平成14年）11月に1号店である徳島店をフランチャイズとして開店させ、その後急速に店舗を増やしたが、2019年ころから閉店する店舗が増えている。

## 店舗一覧

### 直営店
香川県
- 宇多津店 - 〒769-0202 香川県綾歌郡宇多津町浜二番丁20番地19 北緯34度18分33.3秒 東経133度48分42秒
- レインボー店 - 〒761-8071 香川県高松市伏石町2168番地[3] 北緯34度18分25.4秒 東経134度3分32秒

高知県
- 朝倉店 - 〒780-8063 高知県高知市朝倉丙125番地1 北緯33度33分5秒 東経133度29分10.8秒
- 追手筋店 - 〒780-0842 高知県高知市追手筋一丁目3番1号 ベルエポックビル6階 北緯33度33分44.6秒 東経133度32分32.4秒
- 高須店 - 〒780-0842 高知県高知市高須新町四丁目1番13号

### フランチャイズ店
愛媛県
- 新居浜店 (株式会社シンク 運営) www.funky-time.com/ - 〒792-0827 愛媛県新居浜市西喜光地町11番36号 ツタヤビル2階 北緯33度56分7秒 東経133度17分42秒

長崎県
- 諫早店 www.funkytime.cc/isahaya/ - 〒854-0066 長崎県諫早市久山町1271番地2 北緯32度49分44秒 東経129度59分52.4秒

### 閉店

#### 直営店
徳島県
- 鴨島駅前店 - 徳島県吉野川市鴨島町485番地6 - 2012年3月31日閉店
- 脇町店 - 〒779-3602 徳島県美馬市脇町大字猪尻字建神社下南158番地2 北緯34度3分51.4秒 東経134度9分47.4秒
- 沖浜店 - 〒770-8070 徳島県徳島市八万町大野128番地1 - 2019年4月22日閉店、跡地は快活CLUB徳島沖浜店に北緯34度2分38秒 東経134度33分8.4秒
- 常三島店 - 〒770-0813 徳島県徳島市中常三島町三丁目14番地16 北緯34度4分45秒 東経134度33分58.8秒 - 2020年9月28日閉店
- 川内店 - 〒771-0130 徳島県徳島市川内町加賀須野434番地1 北緯34度7分29.3秒 東経134度34分34.5秒 - 2021年9月30日閉店

香川県
- 勅使店 - 〒761-8058 香川県高松市勅使町556番地1 北緯34度18分31.5秒 東経134度1分6.7秒 - 2011年8月23日10:00閉店[4]
- 国分寺店 - 〒769-0102 香川県高松市国分寺町国分94番地1 北緯34度17分50秒 東経133度57分26.5秒 2014年1月14日08:00閉店
- ミラクルタウン郷東店 - 〒761-8031 香川県高松市郷東町210番地1[5] 北緯34度20分43秒 東経134度0分54秒 - 2017年5月26日閉店
- 中央通り店 - 〒761-8056 香川県高松市上天神町228番地1[6] 北緯34度18分50秒 東経134度2分18秒 - 2020年5月11日閉店
- 善通寺店 - 〒765-0022 香川県善通寺市稲木町76番地2 北緯34度14分22秒 東経133度47分8秒 - 2020年6月29日8:00閉店
- 春日店 - 〒761-0101 香川県高松市春日町1674番地 北緯34度20分9.6秒 東経134度5分28.7秒 - 2020年10月28日閉店

広島県
- 新涯店 - 〒721-0958 広島県福山市西新涯町二丁目17番24号 北緯34度27分32秒 東経133度22分54.4秒 - 2013年8月20日08:00閉店

大分県
- 大分宮崎店 - 〒870-1133 大分県大分市大字宮崎字延命1399番地 北緯33度11分43.7秒 東経131度36分34.7秒 - 閉店後、跡地はスペースクリエイト自遊空間 大分光吉店に
- 杵築店 - 〒873-0001 大分県杵築市大字杵築字北浜665番地321 北緯33度24分59秒 東経131度37分42.5秒 - 2014年3月3日閉店

#### フランチャイズ店
兵庫県
- 洲本店 www.funkytime.org/, www.facebook.com/ファンキータイム洲本店-664891863688860/ - 〒656-0021 兵庫県洲本市塩屋1丁目2番19号 - 2012年に一旦閉店した後、2015年12月1日から株式会社セカンドキューブが同名で営業 - 2019年5月31日閉店

徳島県
- 徳島店 www.funkytime.org/ - 〒779-3235 徳島県名西郡石井町石井字尼寺131番地 - 一旦閉店した後、株式会社セカンドキューブが同名で営業 - 閉店
- 藍住店 funkytimehome.web.fc2.com/ - 〒771-1262 徳島県板野郡藍住町笠木字中野71番地10 北緯34度8分6.2秒 東経134度30分8.8秒 - 一旦閉店した後、株式会社セカンドキューブが同名で営業 - 閉店

愛媛県
- 西条店 (株式会社シンク 運営) www.funky-time.com/ - 〒793-0042 愛媛県西条市喜多川字八丁789番地1 北緯33度55分29秒 東経133度10分17秒 - 2019年9月2日閉店
- 東予店 (株式会社シンク 運営) www.funky-time.com/ - 〒799-1371 愛媛県西条市周布341番地1 北緯33度55分31秒 東経133度5分7秒- 2022年9月19日閉店